# Garcinia merguensis
Garcinia merguensis är en tvåhjärtbladig växtart som beskrevs av Robert Wight. Garcinia merguensis ingår i släktet Garcinia och familjen Clusiaceae. Inga underarter finns listade i Catalogue of Life.